# Stryn
Stryn ist eine norwegische Kommune in der Provinz Vestland. Es leben dort 7311 Einwohner (Stand: 1. Januar 2025). Verwaltungssitz ist der gleichnamige Ort Stryn.

## Geografie

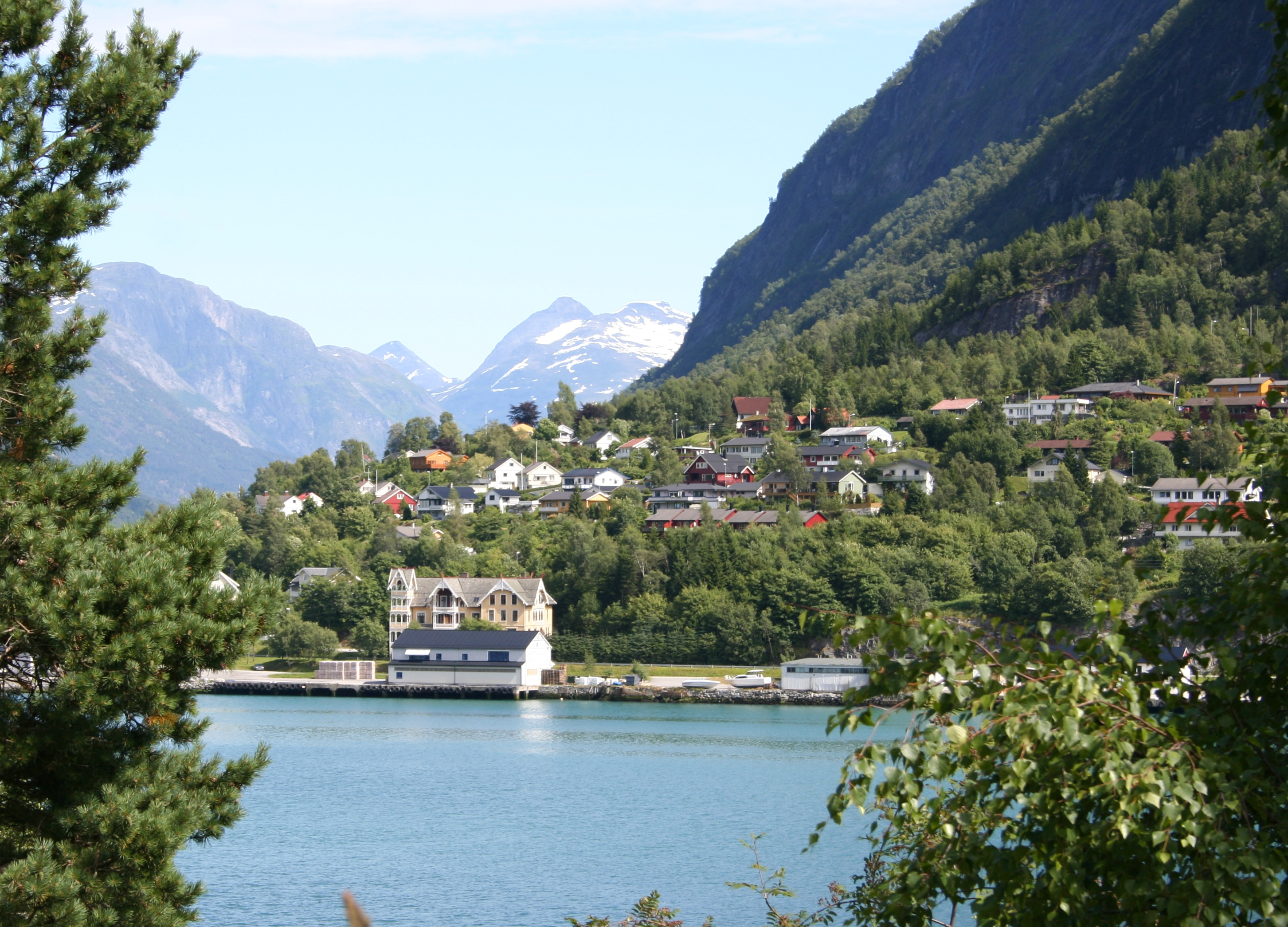
Blick auf Stryn

Stryn liegt im Inneren des Innviksfjords, der einen Teil des Nordfjords bildet. Die Kommune liegt an der Grenze zu den Provinzen Møre og Romsdal im Norden sowie Innlandet im Osten. Insgesamt ist das Areal gebirgig und von tiefen Tälern geprägt. Die höchste Erhebung bildet der Lodalskåpa mit einer Höhe von 2082,9 moh. Im Süden der Kommune liegen Teile des Jostedalsbreens, dem größten Gletscher des europäischen Festlandes. Er gehört zum Jostedalsbreen-Nationalpark. Weitere Gletscher in Stryn sind der Briksdalsbreen und der Tindefjellbreen.
In den Innvikfjord münden die Wasserläufe Stryneelva, Loelva und Oldeelva.

## Einwohner
Im Hauptort Stryn leben etwa 3000 Menschen. Die Gemeinde besteht zusätzlich zum Hauptort Stryn noch aus den auf beiden Seiten des Fjordes befindlichen Orten Loen, Olden, Innvik, Utvik, Nordsida und Markane. Darüber hinaus bestehen weitere Dörfer wie Oppstryn, Hjelle und Flo.
Die offizielle Sprachform ist wie in den meisten Kommunen der Provinz Vestland Nynorsk, also die seltenere der beiden Schriftsprachen. Die Einwohner Stryns werden Stryning genannt.

## Geschichte
Stryn gehörte bis zum 31. Dezember 2019 zur ehemaligen Provinz Sogn og Fjordane. Diese ging im Rahmen der landesweiten Regionalreform zum 1. Januar 2020 in die neu gebildete Provinz Vestland über. Die heutigen Grenzen bestehen seit 1977. Davor gehörte ab 1965 die im Jahr 1977 erneut selbstständig gewordenen Kommune Hornindal zum Gemeindegebiet.
In den Ortschaften Loen und Olden wurden Belege für eine über 6000 Jahre zurückreichende Besiedelung des Gebiets gefunden. Auch aus der Bronzezeit gibt es Funde, nämlich mehrere Rösen, also Steinhügelgräber.

## Die Kårstadsritzung

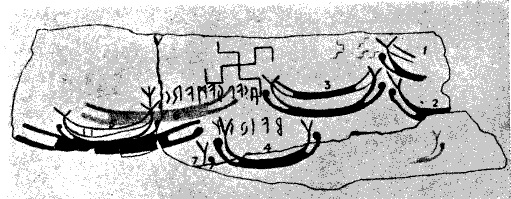
Kårstadsritzung

Die Kårstadsritzung (N KJ53) ist eine Runenplatte in der Pfarrei Innvik in Stryn, die 1927 gefunden wurde. Sie besteht aus einem Hakenkreuz, etwa 10 teilweise beschädigten Schiffsbildern und einer Inschrift mit älteren Runen. Sie wurde ursprünglich auf 200 bis 400 n. Chr. datiert und erregte durch die frühe Datierung großes Interesse, aber die Datierung wurde bereits in den 1930er Jahren etwas verschoben. Der Inhalt des Textes ist unklar und es wurden Zweifel geäußert, ob alle Teile der Schnitzerei aus derselben Zeit stammen.

## Wirtschaft und Infrastruktur

### Verkehr
Über den Gamle Strynefjellsvegen und den Riksvei 15 ist Stryn an den ostnorwegischen Landesteil Østlandet angebunden. Der Gamle Strynefjellsvegen ist eine 27 Kilometer lange Straße, die zu den norwegischen Landschaftsrouten gehört. In nördlicher Richtung besteht eine Verbindung über den Riksvei 60.
Stryn besitzt keinen Bahnhof, jedoch fahren vom 180 Kilometer entfernten Bahnhof in Otta, der an der Hauptlinie Oslo–Trondheim liegt, zweimal täglich Busse nach Stryn. Mehrmals täglich fahren auch Busse von Oslo und Bergen Stryn direkt an, in knapp acht bzw. knapp sechs Stunden.

### Wirtschaft
Die landwirtschaftliche Produktion ist vor allem auf Tierhaltung und Obst- und Beerenanbau ausgerichtet. Es werden vor allem Ziegen und Hühner gehalten. Des Weiteren befinden sich Pelztierfarmen in der Kommune, die allerdings auf einen Gesetzesbeschluss hin bis Februar 2025 geschlossen werden müssen. Auch die Holzfällung spielt eine größere Rolle für die Kommune. In der Industriebranche ist unter anderem die Lebensmittelindustrie von Bedeutung.
Der Tourismus bildet eine weitere wichtige Einnahmequelle. In Stryn befinden sich sechzehn Kraftwerke, die im Jahr 2016 gemeinsam eine Jahresproduktion von durchschnittlich 109 Gigawattstunden aufwiesen. Somit wird eher wenig Strom in der Kommune produziert.

## Sport

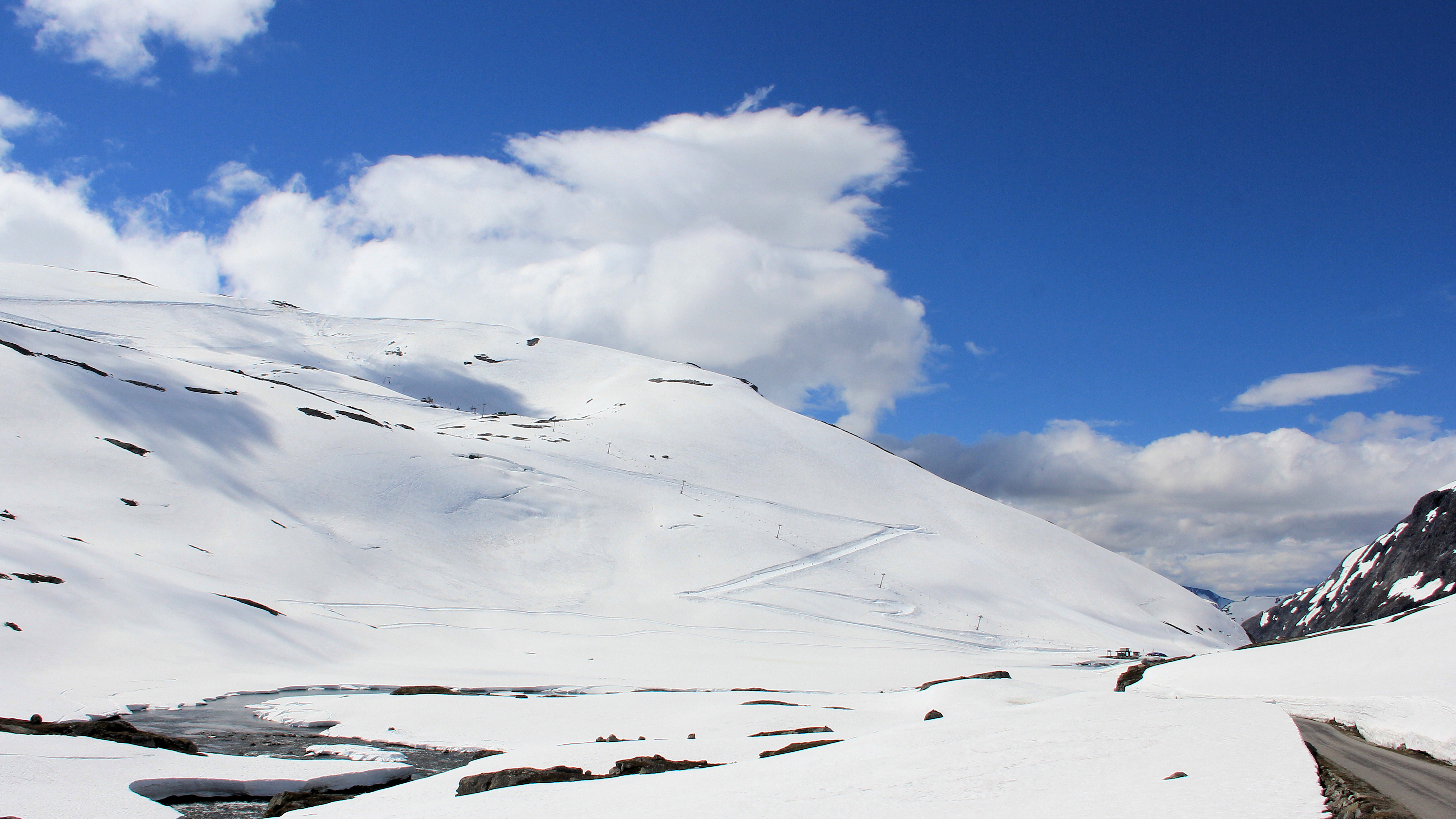
Stryn Sommerski, Blick auf das Skigebiet

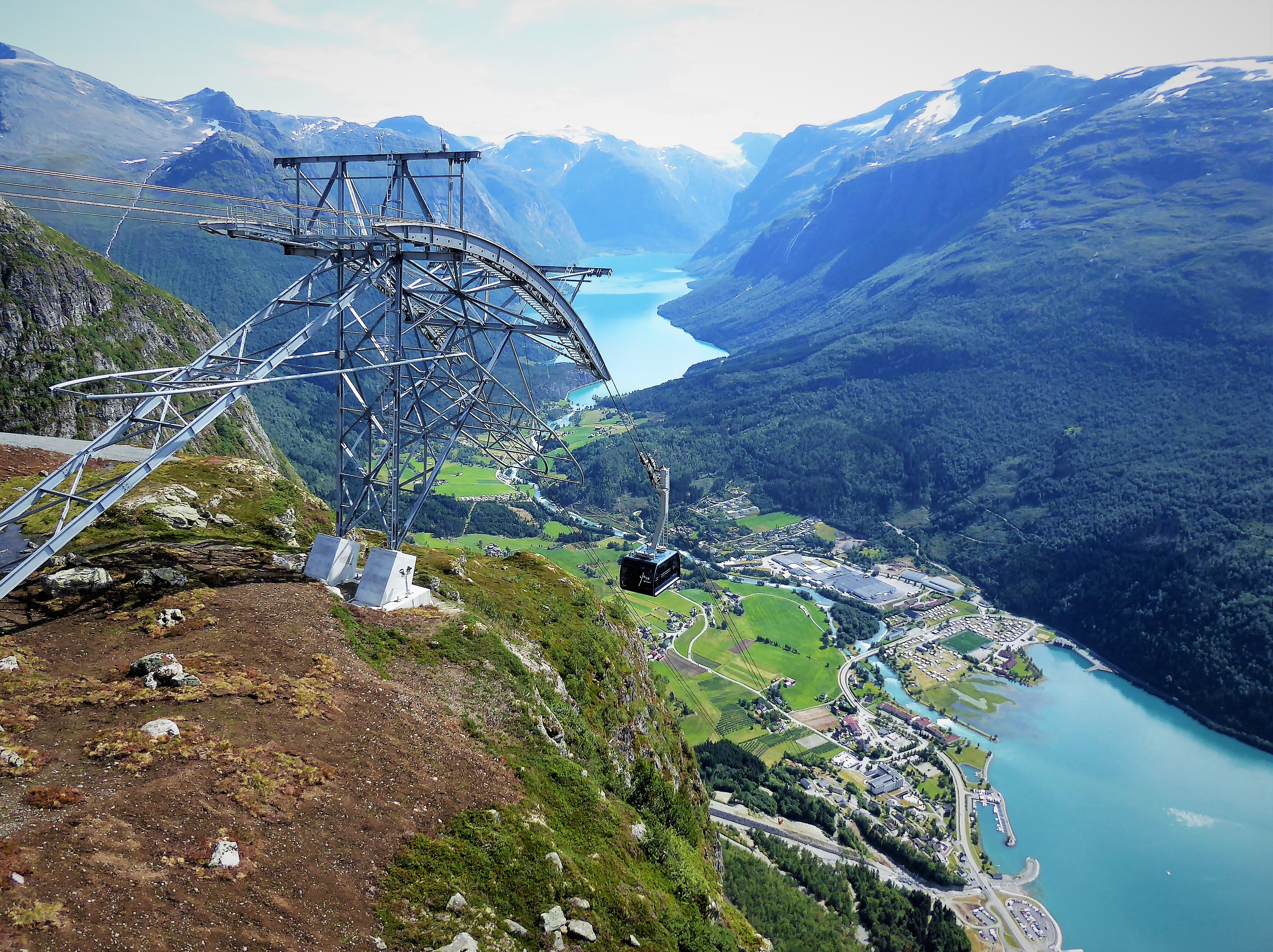
Loen Skylift, Blick vom Hoven auf Loen

45 Kilometer von Stryn entfernt befindet sich das Sommerskigebiet Stryn Sommerski, auf bzw. an einem Gletscherausläufer des Jostedalsbreen (touristische Bezeichnung auch Stryn-Gletscher) mit insgesamt sechs Kilometer Pisten und zwei Liften, das immer erst Ende Mai öffnet und Mitte Juli schließt. Oberhalb von Stryn gelegen befindet sich das Winterskigebiet Stryn Vinterski mit drei Liften.  
In der Gemeinde liegt des Weiteren der Bjørkelibakken, eine Skisprunganlage, die 1920 erbaut wurde. In Stryn fanden bereits Norwegische Meisterschaften in verschiedenen Wintersportarten statt.
Im Jahr 2017 wurde in Loen der Loen Skylift eröffnet, eine Luftseilbahn, die den Berg Hoven erschließt und über 1000 Höhenmeter überwindet. Mit einer Neigung von bis zu 60°, ist die Seilbahn eine der steilsten weltweit. Sie wird ganzjährig betrieben.

## Wappen
Wappenbeschreibung:In Grün ein goldener linksgelegter Lindenzweig mit fünf Blätter.
Das Gemeindewappen weist auf den Lindenwald im Flostranda-Naturschutzgebiet hin. Es ist seit 1987 das offizielle Wappen der Kommune.

## Persönlichkeiten
- Alf Torp (1853–1916), Philologe und Schriftsteller
- Mathias Glomnes (1869–1956), Sportschütze
- Karin Lunde (* 1950), Deutschlehrerin und feministische Linguistin
- Borghild Tenden (* 1951), Politikerin
- Per Knut Aaland (* 1954), Skilangläufer
- Jostein Flo (* 1964), Fußballspieler
- Helge Sunde (* 1965), Jazzmusiker und Komponist
- Håvard Flo (* 1970), Fußballspieler
- Jarle Flo (* 1970), Fußballspieler
- Tore André Flo (* 1973), Fußballspieler
- Tarjei Bø (* 1988), Biathlet
- Per-Egil Flo (* 1989), Fußballspieler
- Johannes Thingnes Bø (* 1993), Biathlet
- Maren Kirkeeide (* 2003), Biathletin